# Milan Kašanin
Dr. Milan Kašanin (Palmonoštor, Austro-Ugarska, danas Beli Manastir, Hrvatska, 21. veljače 1895. po starom kalendaru - Beograd, 21. studenoga 1981.),  bio je srpski povjesničar likovnih umjetnosti, pripovjedač, romansijer, esejist, književni kritičar, književni povjesničar, likovni kritičar, kustos i ravnatelj galerija i muzeja u Beogradu.

## Djetinjstvo i školovanje
Njegovi predci s prezimenom Popović prešli su u 18. st. iz Hercegovine u Baranju. Potječe iz siromašne seljačke obitelji. Rođen je u ubogoj kući u današnjoj Ulici Vladana Desnice (ranije Vuka Stefanovića Karadžića), Belomanastircima poznatoj kao Srpska ulica. Njegov otac Nikola Popović i majka Anka Kašanin nisu bili vjenčani pa su on i stariji brat Radivoj Kašanin bili uvedeni u matične knjige rođenih pod majčinim prezimenom Kašanin.
Školske godine 1901/1902. upisao se u prvi razred Srpske narodne osnovne škole. U prvom, drugom i trećem razredu učiteljica mu je bila Katica Maširević iz Sombora. U četvrtom razredu došao je novi učitelj Jovan Slavković, također iz Sombora. On ga je vodio i kroz peti razred jer je 1905. godine izašao zakon da se četverogodišnje osnovne škole produžavaju na još dvije godine i time postaju šestogodišnje. Peti razred je završio 1906. godine, a od tada pa do 1914. pohađao je Srpsku pravoslavnu veliku gimnaziju u Novom Sadu, koju je već pohađao i njegov brat Radivoj. Kao i bratu, pri upisu u gimnaziju pomogao mu je učitelj Slavković, dok ga je ravnatelj gimnazije Vasa Pušibrk, opet kao i brata, kao odličnog učenika prihvatio kao svoje dijete i ishodio mu stipendiju.
Kad je imao 5 godina, a njegov brat Radivoj bio na kraju drugog razreda gimnazije u Osijeku, razboljela mu se majka od upale pluća, koja je prešla u  tuberkulozu. Umrla je kad je Radivoj pošao u treći razred. Otad se o njima brinula starija majčina sestra Latinka, koja se nije udavala.

## Prvi svjetski rat
Zbog sudioništva u demonstracijama u Kosovskoj Mitrovici povodom umorstva Franje Ferdinanda bio je na vojnom sudu u Segedinu, ali nije osuđen. Namjeravao je sa svojim prijateljem Svetislavom Marićem studirati   filozofiju u Zagrebu, ali se nije mogao upisati zbog "nepodobnosti" (bio je pod policijskom istragom), pa je 1915. godine u Budimpešti počeo studirati romansku i slavensku filologiju. Poslije prvog semestra mobiliziran je u 28. osječku domobransku  regimentu, da bi se poslije suđenja vratio u vojarnu, u Pričuvnoj časničkoj školi u Zagrebu kao kadet-aspirant. Kako bi izbjegao odlazak na bojište, pribavio je izmišljene liječničke dijagnoze te se tri godine povlačio po bolnicama Novog Sada,  Slavonske Požege, Sarajeva i Zagreba. U Zagrebu je našao utočište u Bolnici Sestara milosrdnica zajedno s drugim intelektualcima (Ivo Andrić, Ivo Vojnović, Vladimir Ćorović, Niko Bartulović).

## Studij
U Zagrebu je nastavio studij. Upisao je filozofiju kod prof. Alberta Bazale (1877. – 1947.), koji ga je htio uzeti za svog asistenta, ali je tada propala Austro-Ugarska pa se vratio u Novi Sad. Tu je postavljen za pomoćnika šefa Presbiroa Narodne uprave za Banat, Bačku i Baranju, a s Jankom Perićem radio je u redakciji "Srpskog lista", glasila SNO (Srpskog narodnog odbora).
Kad je skladatelj i političar Petar Konjović (1883. – 1970.) pokrenuo u Novom Sadu 20. travnja 1919. novi dnevni list "Jedinstvo" kao organ Demokratske stranke, Kašanin mu se našao pri ruci, ali je ubrzo, još istog mjeseca, otišao u Pariz studirati na Sorboni povijest umjetnosti, usporednu povijest književnosti i ruski jezik s književnošću. Kao dopisnik "Jedinstva" iz Pariza više je naginjao dopisima književnog i umjetničkog sadržaja. I pored mnogih obećanja, dugo nije dobivao stipendiju za studij u Parizu, ni honorare za dopise objavljene u "Jedinstvu". Stipendiju je dobio tek krajem 1920., kad se i oženio studenticom Katarinom Martinović Ljaljom, kćerkom ruskom emigranta crnogorskog porijekla. Sljedeće jeseni rodio mu se sin Mirko. Tada se podvrgao akademskoj disciplini, odložio pisanje i, sustavno učeći i polažući ispite, u proljeće 1923. godine diplomirao estetiku i povijest umjetnosti te se vratio u Beograd.

## Povijest umjetnosti
Godine 1924. zaposlio se kao pisar u Umetničkom odeljenju Ministarstva prosvete. Dvije godine kasnije, 1926. doktorirao je s tezom Bela crkva Karanska. Njena historija, arhitektura i živopis. U vrijeme priprema za 100-godišnjicu Matice srpske, primio se obveze da - skupa s Veljkom Petrovićem (1888-1967) - proputuje Vojvodinu i istraži njenu staru umjetnost. Tada je napisao prvi dio Matičine knjige "Srpska umetnost u Vojvodini", objavljene 1927., u kojoj je obradio arhitekturu, slikarstvo do prve polovice XVIII. stoljeća, minijature, gravure i primijenjenu umjetnost. Za tu monografiju dobio je nagradu Matice srpske (1928.).
Tek 1927. godine dobio je pravo radno mjesto. Postao je kustos, a sljedeće godine i upravitelj beogradskog Muzeja savremene umetnosti (1928. – 1936.). Kraljevski namjesnik knez Pavle povjerio mu je 1936. godine ravnateljsko mjesto u muzeju koji je nosio njegovo ime (Muzej kneza Pavla, danas Narodni muzej u Beogradu). Na toj dužnosti organizirao je prve velike europske izložbe u Beogradu: Italijanski portret kroz vekove (1938.) i Francusko slikarstvo XIX veka (1939.). Pokrenuo je i uređivao časopis "Umetnički pregled" (1937. – 1941.). Objavljivao je likovne kritike u Politici", "Vremenu", časopisu "Reč i slika" i dr. Predavao je povijest umjetnosti u Umetničkoj školi u Beogradu.
Umirovljen je 1945., a reaktiviran 1953. kad je postavljen za ravnatelja Galerije fresaka, gdje je i poslije isteka mandata 1961. ostao do 1963. kao savjetnik. Organizirao je izložbe srpskih fresaka u Londonu, Edinburghu, Amsterdamu, Bruxellesu, Stockholmu, Helsinkiju, Münchenu i u Južnoj Americi. Pozivan je održati predavanja o umjetnosti na Sorbonni u Parizu, na Sveučilištu u Nancyju, u Institutu za povijest umjetnosti u Beču, na sveučilištima u Montrealu, Quebecu i Ottawi.
Objavljivao je eseje iz povijesti umjetnosti, u kojima je naročito izražena estetska analiza. Bavio se uglavnom srednjim vijekom i srpskim slikarstvom u Vojvodini.

## Književnost
Pisanjem se počeo baviti još kao gimnazijalac. Na natječaju somborskog lista "Sloga" dobio je nagradu za rad o Zmajevom nacionalizmu. U Zagrebu je surađivao u dnevnom listu "Obzor", u "Književnom jugu" i u tada najuglednijem književnom časopisu "Savremenik". Surađivao je u mnogim časopisima i listovima. S vremenom je stvorio takvu književnu kritiku koja je "analitičko-znanstvena i umjetnička u isti mah". Pisao je pripovijetke o Vojvođanima i romane iz beogradskog života, unoseći u svoju realističku prozu izvjesne stilske i ritmičke obrate. Njegove prve pripovijetke, koje mu je 1921. godine objavio "Srpski književni glasnik", otkrivale su pisca koji je ovladao obrtom i uspijevao upečatljivo kroz svoje likove oslikati i njihova unutrašnja proživljavanja, a i vanjsko okruženje tipične prečanske sredine.
U dvosveščanom romanu "Pijana zemlja", za koji je dobio nagradu Cvijeta Zuzorić (1932.), nastojao je "iz sfere svakodnevnog života doprijeti do duhovnog obzora vremena" i kritički progovoriti o temama koje su zaokupljale njegovu generaciju. Veliki doprinos dao je osvjetljavanju srpske književnosti u srednjem vijeku. Srpska akademija nauka nagradila ga je za zbirke pripovjedaka "Jutrenja i bdenja" (1926.) i "Zaljubljenici" (1929.), a Kolarčeva zadužbina za prvi roman "Trokošuljnik" (1930.). Dobitnik je Oktobarske nagrade za književnost.
Značajan je njegov rad iz područja književno-povijesne esejistike nastao nakon II. svjetskog rata. U briljantnoj zbirci eseja "Sudbine i ljudi" (1968) o nekim najznačajnijim srpskim pjesnicima, pripovjedačima i kritičarima 19. i 20. vijeka (Branko Radičević, Jovan Jovanović Zmaj, Laza Kostić, Jakov Ignjatović, Stevan Sremac, Simo Matavulj, Jovan Skerlić, Jovan Dučić i dr.), oštrinom zapažanja, upečatljivim osobnim izrazom, polemičkim tonom, novim idejama i nekonvencionalnim shvaćanjima, prožetim donekle i konzervativnom tendencioznošću, dao je jedno od najznačajnijih esejističkih djela svoga vremena.

## Privatni život
Sa suprugom Katarinom (1898. – 1985.) imao je četvero djece: Mirka, arhitekta (1921. – 1993.), dr Ratomira Ratka, pravnika (1923.), Pavla, pravnika (1935.) i Marinu, udanu Bojić, koja je završila književnost (1937.). U Beogradu je stanovao u Hilendarskoj ulici broj 30. Imao je sedmero unučadi.

### Knjige
- "Jutrenja i bdenja", pripovijetke, Beograd, 1925, 1926.
- (s Veljkom Petrovićem) "Srpska umetnost u Vojvodini", Novi Sad, 1927.
- "Zaljubljenici", pripovijetke, Beograd, 1928.
- "Bela crkva Karanska. Njena istorija, arhitektura i životopis", Beograd, 1928.
- "Sabrana dela I-II", Beograd, 1929-1932.
- "Trokošuljnik", roman, Beograd, 1930.
- "Pijana zemlja I, II", roman, Beograd, 1932.
- "Jugoslavische hedengasche beldenge kunst", Amsterdam, 1935.
- "Srpska umetnost u Vojvodini do velike seobe", Novi Sad, 1939.
- "L' art yougoslave des nos origines a nos jours", Beograd, 1939.
- "Dva veka srpskog slikarstva", Beograd, 1942.
- "Umetnost i umetnici", Beograd, 1943.
- "Savremeni beogradski umetnici. Reprodukcije", Beograd, 1953.
- "U senci slave", Novi Sad, 1961.
- "Pronađene stvari", eseji, Beograd, 1961.
- "Umetničke kritike", Beograd, 1968.
- "Sudbine i ljudi", ogledi, Beograd, 1968.
- "Susreti i pisma", eseji, Novi Sad, 1974. (Anica Savić Rebac, Isidora Sekulić, Mileta Jakšić, Jovan Dučić, Pero Slijepčević, Ivan Meštrović, Toma Rosandić, Petar Konjović, Milan Milovanović, Sava Šumanović)
- "Srpska književnost u srednjem veku", Beograd, 1975.
- "Slučajna otkrića", eseji, Novi Sad, 1977.
- "Izabrani eseji", Beograd, 1977. (Branko Radičević, Jovan Jovanović Zmaj, Laza Kostić, Jakov Ignjatović, Bogdan Popović, Jovan Dučić)
- "Pogledi i misli", eseji, Novi Sad, 1978.
- "Kamena otkrića", studije o umetnosti, Beograd, 1978.
- "Priviđenja" I, Novi Sad, 1981.
- Milan Kašanin, Svetislav Marić: "Prepiska dvojice mladića", Novi Sad, 1991.
- "Sudbine i ljudi : ogledi o srpskim piscima", Zagreb, 2001. (Branko Radičević, Đura Jakšić, Jovan Jovanović Zmaj, Laza Kostić, jakov Ignjatović, Laza Lazarević, Simo Matavulj, Stevan Sremac, Ljubomir Nedić, Bogdan Popović, Jovan Skerlić, Jovan Dučić)
- "Izabrana dela Milana Kašanina"

* 1. "Srpska književnost u srednjem veku", Beograd, 2002.
* 2. "Zaljubljenici ; U senci slave : pripovetke", Beograd, 2003.
* "Zaljubljenici": "Porušeni dom", "Preobraženje", "Ženih", "Grešnici"
* "U senci slave": "Mrav", "Udovica", "Uoči praznika", "Zaljubljenik", "Parbenik božji", "Vestalka", "Na mesečini", "Braća pravoslavna", "Na pijaci", "Viđenje", "Seljaci", "Usamljenik", "Nemoć", "U senci slave"
* 3. "Pijana zemlja ; Trokošuljnik", Beograd, 2003.
* 4. "Priviđenja", Beograd, 2003.
* 5. "Sudbine i ljudi", Beograd, 2004.
* 6. "Susreti i pisma ; Pronađene stvari ; Misli", Beograd, 2004.
* 7. "Umetnost i umetnici", Beograd, 2004.
* 8. "Kamena otkrića ; Slučajna otkrića ; S Milanom Kašaninom ; O Milanu Kašaninu", Beograd, 2004.

### Prijevodi
- Fjodor Mihajlovič Dostojevski: "Selo Stepančikovo i njegovi žitelji"; "Njetočka Njezvanova"
- Lav Nikolajevič Tolstoj: "Hadži Murat i druge pripovetke"
- Gi de Mopasan (Guy de Maupassant): "Ljubimac"
- J. J. Anisimov
- S. S. Makuljevski
- V. M. Žirmunski: "Istorija francuske književnosti I"

### Predgovori, pogovori, redakcije
- Vladimir Vasić (1842. – 1864.): "Celokupna dela", Beograd, 1929.
- Jovan Grčić Milenko (1846. – 1875.): "Celokupna dela", Beograd, 1930.
- Stevan Kaćanski (1830. – 1900.): "Celokupna dela", Beograd (bez godine)
- Veljko Petrović (1888. – 1967.): "Sabrana dela 1-4", Beograd, 1930.
- Jovan Dučić (1871. – 1943.): "Pesme", Beograd, 1968.
- Jakov Ignjatović (1824. – 1889.): "Večiti mladoženja", Beograd, 1968.
- Simo Matavulj (1852. – 1908.): "Bakonja fra Brne", Beograd, 1968, 1975.
- Laza Lazarević (1851. – 1890.): "Švabica i druge pripovetke", Sarajevo, 1973.
- "Srednjovekovne freske", Beograd, 1961.
- "Žiča. Istorija. Arhitektura. Slikarstvo", Beograd, 1969. (priredio s Đurđem Boškovićem i Pavlom Mijovićem)
- Suurednik "Srpskog lista" (Novi Sad, 1918.), urednik "Letopisa Matice srpske" (1927-1928) i "Srpskog književnog glasnika" (1935. – 1939.). Uređivao je i "Biblioteku savremenih jugoslovenskih pisaca" (1929.), pokrenuo i uređivao "Umetnički pregled" (1937. – 1941.). Sarađivao je u "Sveznanju", "Prosvetinoj" "Maloj enciklopediji" i "Enciklopediji likovnih umjetnosti" u Zagrebu. Zastupljen je u knjigama: Mladen Leskovac: "Laza Kostić" (Beograd, 1960.); "Pisci kao kritičari posle prvog svetskog rata" (Novi Sad - Beograd, 1975.).

## Suradnja u časopisima, listovima i drugim publikacijama
"Sloga" (1909. – 1911.), "Obzor" (1917. – 1918.), "Savremenik" (1917. – 1918.), "Hrvatska njiva" (1918.), "Omladina" (1918.), "Ljubljanski zvon" (1918.), "Glas Slovenaca, Hrvata i Srba" (1918.), "Književni jug" (1918.), "Ženski svijet" (1918.), "Veliki kalendar Književnog juga" (1919.), "Jedinstvo" (1919. – 1921.), "Venac" (1921. – 1922., 1925. – 1927.), "Srpski književni glasnik" (1921. – 1936.), "Glasnik - organ Saveza bankarskih, trgovačkih i industrijskih činovnika" (1923.), "Misao" (1924.), "Pokret" (1924.), "Letopis MS" (1924. – 1929., 1954., 1956., 1967. – 1968., 1970. – 1977., 1979.), "Vreme" (1924. – 1928., 1930. – 1931., 1936. – 1937., 1940.), "Kalendar 'Vardar'" (1925., 1927., 1929.), "Kalendar 'Vreme'" (1925.), "Godišnjak SKA" (1925.), "Gruda" (1926.), "Politika" (1926. – 1937.), "Pravda" (1926., 1929. – 1933., 1939.), "Naša domovina" (1926., 1938.), "Reč i slika" (1926. – 1927.), "Subotički dnevnik" (1926.), "Starinar" (1926. – 1927.), "Prilozi za književnost, jezik, istoriju i folklor" (1927.), "Glasnik Istorijskog društva" (1929.), "Jubilarni zbornik života i rada Srba, Hrvata i Slovenaca" (1929.), "Društvena obnova" (1929. – 1930.), "Les nouvelles Yougoslaves" (1929.), "Narodna odbrana" (1929.), "Dnevnik" (1929.), "Ilustrovani list" (1929.), "Hrvatska revija" (1929.), "Žena i svet" (1930.), "Jugosloven" (1931.), "Jugoslovenski dnevnik" (1931.), "Jugoslovenski glasnik" (1931.), "La Yougoslavie" (1931.), "Godišnjak i kalendar Srpske pravoslavne patrijaršije" (1933.), "Novo doba" (1933.), "Novosti" (1933., 1939. – 1940.), "Nedeljne ilustracije" (1933.), "Štampa" (1934.), "Turistički Lloyd" (1934.), "Museion" (Amsterdam, 1935.), "Sportski turistički Lloyd" (1936.), "Umetnički pregled" (1937. – 1941.), "Jugoslavija" (1938. – 1939.), "Kroz Jugoslaviju" (1939.), "Glas juga" (1941), "Srpski narod" (1942-1943), "Novo vreme" (1943), "Donauzeitung" (1943.), "Obnova" (1944.), NIN (1953., 1958.), "Almanah Saveza književnika Jugoslavije" (1953. – 1955.), "Književnost" (1953. – 1957., 1964. – 65., 1969. – 1973., 1975.), "Književne novine" (1954., 1957., 1962., 1975., 1977. – 78.), "Zbornik MS za društvene nauke" (1955.), "Slobodna Dalmacija" (1958.), "Nova Makedonija" (1958.), "Pobjeda" (1961.), "Zbornik MS za likovne umetnosti" (1966.), "Dnevnik" (1967., 1971.), "Zograf" (1969.), "Savremenik" (1977.), "Sveske" (1977.).

## Odlikovanja, portreti, rukopisi
Odlikovan je Ordenom sv. Save I. stupnja s lentom, francuskom Legijom časti, nizozemskim ordenom Oranj-Nasau III. stupnja, danskim III. stupnja, poljskim Polonija Restituta III. stupnja i talijanskim II. stupnja.
Portrete su mu radili: Milan Konjović (1898. – 1993.), Milenko Šerban (1907. – 1979.), Anka Krizmanić (1896. – 1987.) i Stojan Ćelić (1925. – 1992.), a bistu Risto Stijović (1894. – 1974.). Originalni rukopisi i prepiska čuvaju se u Rukopisnom odeljenju Matice srpske. Brojni rukopisi i biblioteka izgorjeli su mu za vrijeme bombardiranja Beograda.
Potpisivao se pseudonimima i šiframa: Milan Popović; A.; B. B.; J.; K.; L.; L. N.; M.; M. K.; M. M.; N.; S.; X.; Y.

## Greške
U knjizi "Ko je ko u Jugoslaviji", umjesto "Jutrenja i bdenja", piše Jutarnja bdenja. U "Maloj enciklopediji Prosveta": L'art yougoslave, u ELZ: L'Art yougoslave. Po EJ Srpska umetnost u Vojvodini izdana 1928. U EJ pogrešan naslov Sudbine ljudi. U CIP-u knjige "Zaljubljenici ; U senci slave" piše Zaljubljenici u senci slave.